# Troy H. Middleton
Generalløjtnant Troy Houston Middleton (12. oktober 1889 – 9. oktober 1976) var en fremragende soldat og underviser, som fungerede som korpsschef i Europa under 2. Verdenskrig og senere som præsident for Louisiana State University (LSU).
Middleton blev officer i den amerikanske hær i 1912. Han nåede at blive forfremmet til oberst i 1918, den yngste af den rang i det amerikanske ekspeditionskorps. Under 1. Verdenskrig havde Middleton ledelse i kamp, og fik tildelt Distinguished Service Medal for indsatsen i Meuse–Argonne offensiven.
Middleton gjorde derefter tjeneste på den amerikanske hærs infanteriskole på Fort Benning. Herefter kom han på Command and General Staff School på Fort Leavenworth, Army War College, Washington, D.C. og endelig LSU. Efter at have gjort tjeneste som kommandant for kadetterne på LSU, trak han sig tilbage fra hæren i 1937 for at tage imod et tilbud om at blive dekan for administrationen og senere fungerede han som vicepræsident på universitetet. 
I begyndelsen af 1942 blev han kaldt tilbage til tjenesten. Middleton havde kommandoen over 45. infanteridivision under kampene om Sicilien og Salerno. I december 1943 blev han forfremmet til at lede 8. Korps. Middletons fremragende ledelse under Operation Cobra og under Ardennerslaget førte til, at han i vide kredse blev anerkendt som en usædvanlig dygtig korpskommandør. 
Da han igen tog sin afsked fra hæren vendte Middleton tilbage til LSU og i 1950 blev han udpeget til præsident for universitetet. Middleton fortsatte med at være konsulent for hæren i mange sammenhænge. Han boede i Baton Rouge, Louisiana indtil  sin død i 1976. Han blev begravet på Baton Rouge National Cemetery. Hærens og luftvåbenets bygning for træning af reserveofficerer på Mississippi State University, Middletons alma mater, er opkaldt efter ham. Louisiana State Universitys bibliotek blev opkaldt efter ham, fordi da han var præsident for LSU, kom han i strid med den lovgivende forsamling i Louisiana om prioritering af bevillinger. Middleton ønskede et nyt bibliotek, mens lovgiverne ville lukke området bag det ene mål på Tiger Stadium.  Begge dele blev gennemført.  
Troy Houston Middleton var fortaler for race-adskillelse (segregation), i kraft af hans stilling som præsident for LSU afviste han af princip afro-amerikanske ansøgere til Universitetet. I starten af 50'erne var der dog flere sorte der lagde sag an mod LSU og Troy H. Middleton under anklager om racediskrimination. Afro-amerikanske Daryle Eva Foister vandt en sådan retssag over LSU i 1951/52. Daryle E. Foister havde ligesom Troy H. MIddleton gjort tjeneste for U.S. Army under 2. verdenskrig hvor hun havde været udstationeret som sygeplejerske i Liberia, Burma og Tyskland.  
I sommeren 2020 blev Troy H. Middletons navn fjernet fra facaden af LSU's bibliotek.  

## Eksterne kilder
- Army.mil: Troy H. Middleton Arkiveret 20. maj 2007 hos  Wayback Machine